# Dia do Sertanejo
O Dia do Sertanejo é um evento tradicional que é realizado anualmente pela Rádio Aparecida no dia 3 de maio como homenagem ao homem da roça e do costume dos  violeiros em visitar Aparecida e participar das missas para depois tocarem a sua música. No entanto, o evento parece ter sido descontinuado em 2018, depois de 55 anos, com apenas flashes e momentos dedicados durante a programação. A ideia original foi adaptada para uma versão televisiva, o programa Terra da Padroeira, no canal irmão da rádio.

## História
Desde 1964, caravanas vinham a Aparecida, os violeiros participavam das celebrações, pelo menos uma vez durante um ano.
Geraldo Meireles, considerado o "Marechal da música sertaneja", junto com Tonico e Tinoco, As Galvão e outros artistas do sertanejo raiz, tiveram a ideia de criar um dia em especial para os cantores sertanejos. Os primeiros encontros aconteceram no antigo Cine Aparecida ao lado da Matriz Basílica, anos depois passou acontecer no subsolo do Santuário Nacional. Com a redução do evento que antes chegava ser o dia todo, a direção da emissora que tinha comprado o projeto, achou melhor que acontecesse no atual local de realização do evento. A data "3 de maio" ficou conhecido como o "Dia do Sertanejo" cunhado pela fé e perseverança dos violeiros que todos os anos vinham até a capital mariana do Brasil para agradecer a Nossa Senhora pelo trabalho realizado durante o ano todo. E então foi informada a direção da Rádio Aparecida, que aceitou e incentivou os que tocavam viola, na época era dirigida pelo Padre Ruben Leme Galvão. Geralmente, sendo realizado no Auditório Orlando Gambi, localizado no edifício da Rede Aparecida de Comunicação.

## O evento

### Artistas que fizeram presença
Várias duplas sertanejas animaram o evento, entre os consagrados cantores da música caipira: Zico e Zeca, Tião Carreiro e Pardinho, Nestor e Nestorzinho, Silveira e Silveirinha, Tonico e Tinoco, Liu e Léu, Sérgio Reis, Irmãs Galvão, Leandro e Leonardo, Cascatinha e Inhana, Pedro Bento e Zé da Estrada, João Paulo e Daniel, entre outros.

### Argumento da idealizadora
Atualmente o cenário sertanejo envolve novos ritmos, principalmente nos dias atuais o sertanejo universitário. A cidade de Aparecida, no entanto afirma ser a "casa do homem sertanejo. Aqui, em cores novas e antigas está a raiz do sertão!".

### Novidades e especiais das últimas edições
Em 2014, o evento voltado ao homem do campo completa sua 50° edição. Anunciando que neste ano, seria transmitido pela internet ao vivo, através de streaming.
No ano de 2015, pela qual completou a sua 51° edição, foram feitas homenagens as perdas de grandes nomes, tais como José Rico e Inezita Barroso feito por cantores que influenciaram na carreira e também houve um vídeo no começo da festa para ambos, personalidades que marcaram a cultura caipira. Contou ainda com a presença da Tatá, que já trabalha a um bom tempo na Rádio Aparecida. Quem animou o palco foi: Barra da Saia, as duplas, Muniz Teixeira e Joãozinho, Otávio Augusto e Gabriel, Edivan e Gisele, Flávio de Paula e Isaías, Dany e Diego, As Galvão, Mogiano e Mogianinho, Kléber Oliveira, Cacique e Pajé, Suzamar, Zé Augusto e Gilson Soares, Mariano, Padre Rubens, Campo Grande e Corumbá, As Marcianas, Talis e Welinton e a banda 8 Segundos.
Em 2016, a emissora traz a sua 52° edição, assim como nos demais anos conta com o apresentador e cantor Praianinho (há mais de 30 anos), além da participação desta vez de Mariângela Zan (filha de Mario Zan), Tonho Prado e Kléber Oliveira. Pela primeira vez a TV Aparecida, conhecida como "a TV mais sertaneja do Brasil" irá ter uma programação especial o dia todo desde a manhã até a noite, com destaque ao Aparecida Sertaneja, que fará uma homenagem ao Dia do Sertanejo. A festa vai contar com as vozes de As Marcianas, As Galvão, Cristian e Cristiano, Cacique e Pajé, Adriana Farias, Mariano e Adriano, Divino e Donizete, Durval e Davi, Moacyr e Sandra, Alex & Yvan, Eduardo e Rafael, Os dois violeiros, Pedro e Felipe, Banda Oito Segundos e Ademir.